# مار براق
مار براق (نام علمی: Arizona elegans) نام یک گونه از تیره قمچه‌ماران است.